# Naïa la sorcière
Naïa la sorcière
Naïa la sorcière ou Naïa Kermadec sont les surnoms donnés à une femme considérée comme une sorcière, qui aurait vécu dans les ruines du château des Rieux à Rochefort-en-Terre dans le Morbihan à la fin du XIXe siècle et au début du XXe siècle.
Elle est devenue une figure locale à la suite de la publication de sept cartes postales la représentant, éditées dans la série Mœurs et Coutumes bretonnes par Neurdein.

## Biographie

### Rumeurs
En octobre 1899, le romancier français Charles Géniaux publie une enquête en anglais sur Naïa Kermadec dans la revue britannique illustrée Wide World Magazine (en), traduite en français dans La Revue Mame en février 1900, puis reprise dans son livre La Vieille France qui s'en va paru en 1910. Alors qu'il séjourne à l'hôtel Le Cadre de Rochefort-en-Terre, Géniaux se serait d'abord intéressé au personnage en interviewant des gens qui connaissaient Naïa, puis l'aurait ensuite rencontrée.
Selon un de ses informateurs, elle serait née dans la commune voisine de Malansac, d'un père rebouteux. Le nom Naïa pourrait être lié au mot gallo signifiant « noire », tandis que le patronyme Kermadec, mentionné uniquement dans la première enquête, aurait été inventé par Charles Géniaux pour faire « couleur locale, selon les dires de Stéphane Batigne, traducteur et éditeur de l'article de la revue britannique. On sait également qu'elle était instruite, savait lire, écrire et connaissait les plantes.

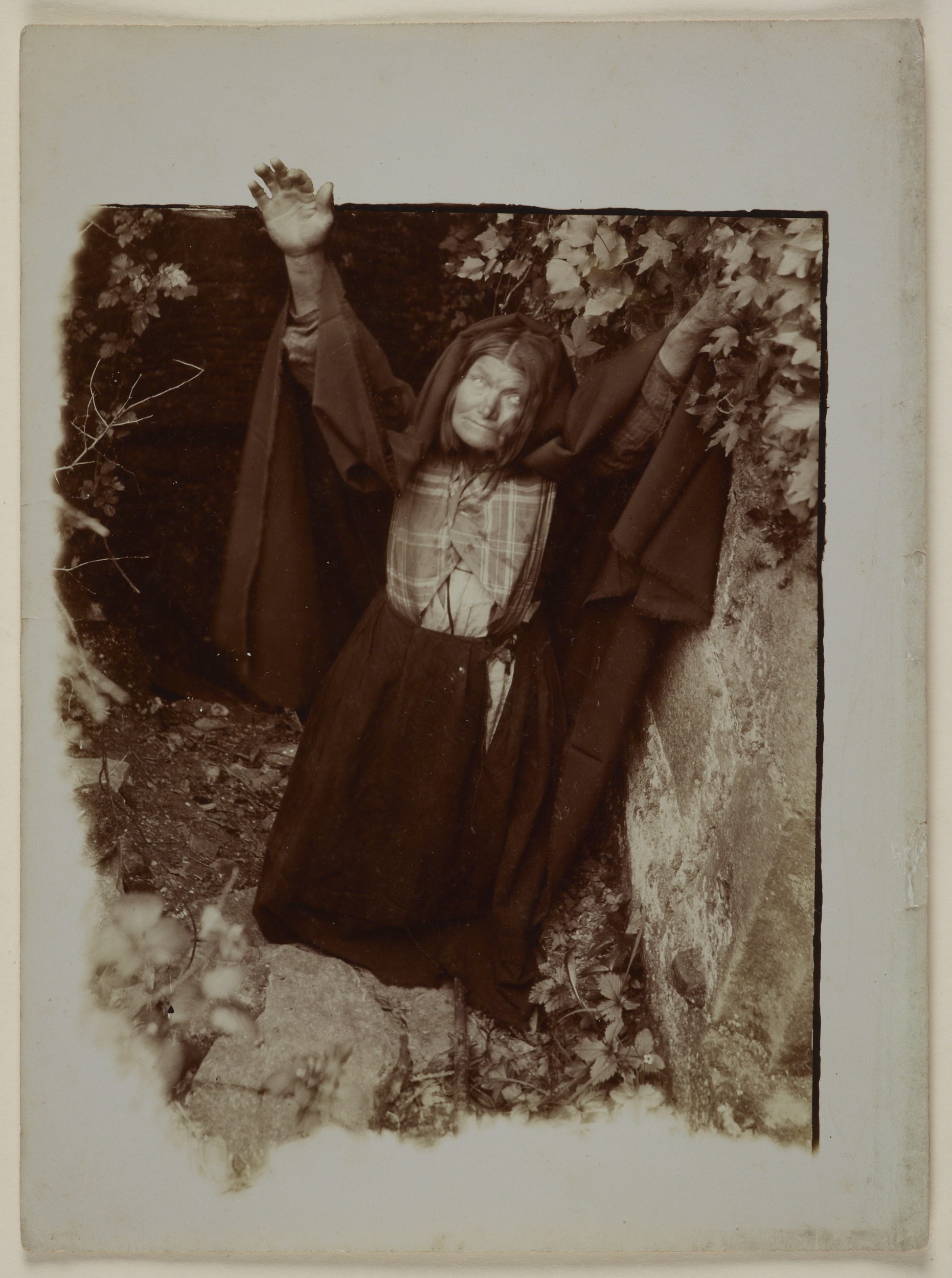
Charles Géniaux, La sorcière Naïa Kermadec, château des Rieux, Rochefort-en-Terre.
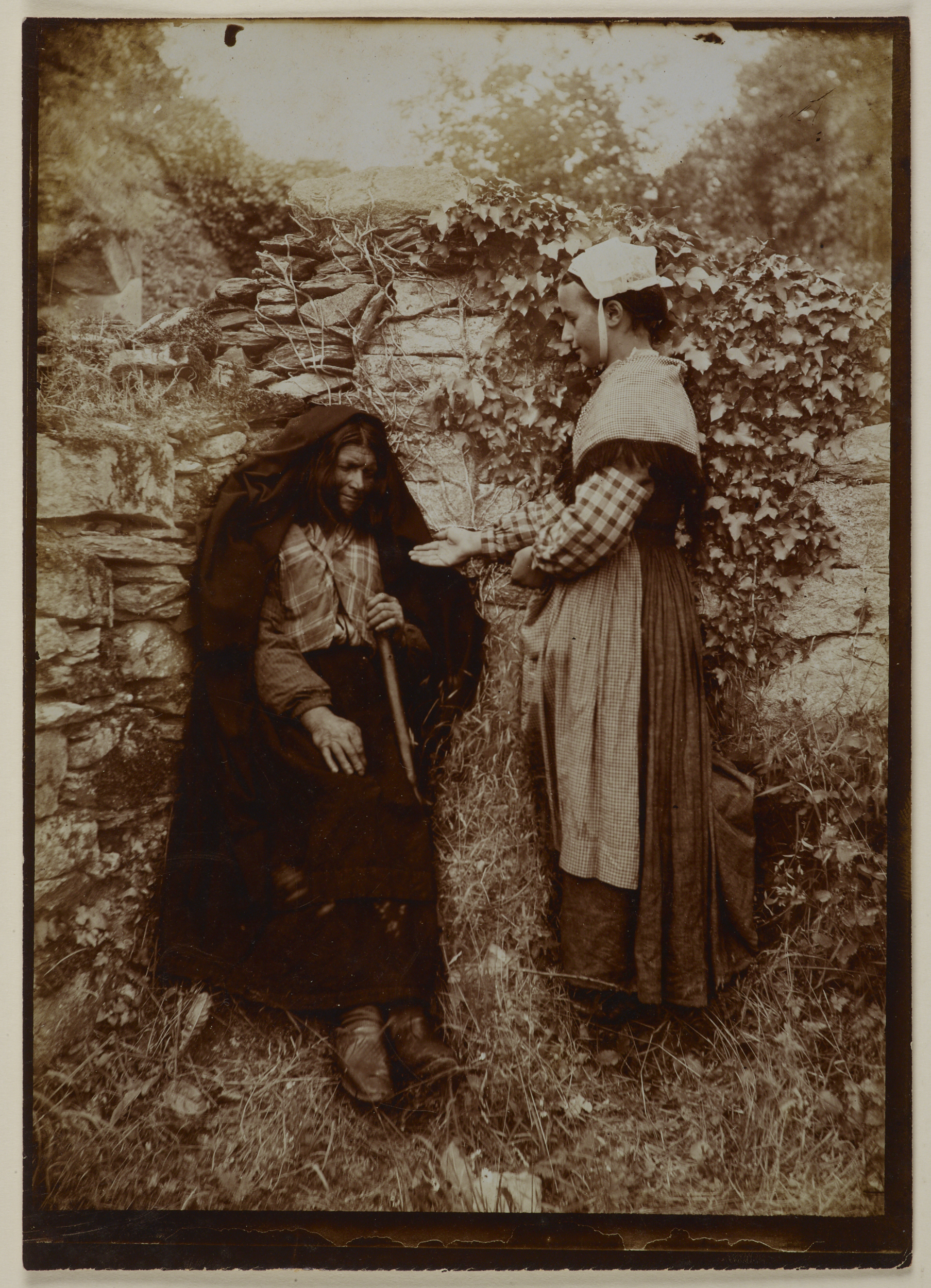
Charles Géniaux, Jeune fille tendant la main à la sorcière présumée Naïa Kermadec, château des Rieux, Rochefort-en-Terre

Charles Géniaux écrit qu'elle habitait dans les ruines du château de Rochefort :

« Les plus anciens parmi les vieillards se souviennent de Naïa. Leur petite enfance fut bercée par les récits magiques de ses exploits. Ils lui ont toujours connu une silhouette unique, c'est-à-dire une même apparence, un costume invariable, ni plus neuf, ni plus vieux et sa démarche, ses traits, sa vigueur échapperaient aux atteintes de l'âge. De là ils concluent à l'immortalité de Naïa ! »

Celui-ci décrit son apparence de manière plus détaillée :

« Naïa était assise à l'entrée d'une niche enlierrée, un gros bâton ferré à la main. [...] Elle me parut une femme robuste de soixante années. Ses traits, son front ridé, pouvaient être d'une centenaire, cependant que ses mains charnues et solides démentaient la vieillesse précoce du haut de son visage. Mais je n'oublierai jamais les yeux de cette curieuse jeteuse de sorts. Ils sont blancs, gros, hagards. J'ai écrit blancs, je devrais dire laiteux, brouillés. J'aurais conclu à la cécité de Naïa; mais, par un phénomène inexplicable, ce brouillard qui masque ses pupilles ne l'empêchait nullement d'apercevoir fort loin les moindres détails d'une scène, ainsi qu'elle me le prouva. Ses cheveux encore noirs débordaient sur les épaules. Son costume, à l'allure romantique, se composait d'un énorme châle très propre et d'une robe de laine grossière. »

Il affirme également que les gens croyaient « que Naïa ne mangeait ni ne buvait », qu'« elle fut rencontrée [le même jour] à des distances fort éloignées » (elle aurait donc disposé du don d'ubiquité), qu'elle prédisait l'avenir en lisant les lignes de la main et jetait des sorts, qu'elle invoquait un démon nommé Gnâmi et avait une insensibilité au feu, maniant les tisons et les laissant brûler dans sa paume ouverte.

### Controverse
Charles Géniaux rapporte que selon un médecin local, Naïa aurait utilisé ses talents de ventriloquie pour impressionner les Rochefortais, et qu'elle se badigeonnait la main d'une préparation grasse pour la protéger des flammes.
Par ailleurs, Stéphane Batigne souligne qu'un érudit local qui avait interrogé les locaux dans les années 1970-1980 n'aurait pas réussi à trouver un seul Rochefortais ayant connu la sorcière.

## Héritage

### Naïa Museum
Un musée-galerie des arts fantastiques et visionnaires, installé dans le château de Rochefort-en-Terre depuis 2015, porte son nom : Naïa Museum.

### Dans les arts
Naïa est le personnage central d'une série de trois romans jeunesse de Marilyse Leroux, parus chez Stéphane Batigne Éditeur :
- Babou a disparu, 2016
- La Chasse à la sorcière, 2018
- Naïa et la voix magique, 2019

L'éditeur Stéphane Batigne a traduit en français le récit original de Charles Géniaux, paru en anglais en 1899, et l'a publié en 2015 sous le titre Naïa la sorcière de Rochefort-en-Terre.
Naïa a aussi inspiré le spectacle Naïa, dernière sorcière de Bretagne (groupe de musique et danse Festerion ar Brug de Pluneret, 2016) et un an dro du groupe An Erminig. Elle a également servi d'inspiration à Jérôme Pelissier et Carine Hinder pour leur bande dessinée Brume (Glénat, 2023).